# Charlie Harper
Charles "Charlie" Francis Harper egy kitalált karakter, és az egyik főszereplője a CBS Két pasi – meg egy kicsi című szituációs komédia-sorozatának, melynek első nyolc évadában szerepel. A karaktert Charlie Sheen játssza, személyisége pedig Sheen jellemén alapul. Megszemélyesítéséért négyszer jelölték Emmy-díjra és kétszer Aranyglóbusz-díjra. Ugyan a karaktert a nyolcadik évad végén kiírták a sorozatból, a kilencedik évadban egy epizód erejéig visszatért, ahol is Kathy Bates alakította - ezért a színésznő Emmy-díjat kapott. A sorozat záró epizódjában animált karakterként illetve egy rövid jelenet erejéig egy testdublőr alakításában hátulról mutatva is visszatér.
Miután kicsapták az iskolából, Charlie visszaköltözött Los Angelesbe, hogy filmzenéket írjon. Ekkor találkozott egy reklámproducerrel, aki azt mondta neki, hogy inkább írjon reklámdalokat. Ebből szépen megszedte magát, és amikor kicsit gyengébben ment az üzlet, akkor átnyergelt a gyerekdalok világába, ahol Cukros Charlie néven alkotott. A nappalijában egy Steinway zongora volt, gyakran volt látható, amint ihletet keresve játszott rajta.
Charlie az agglegények aranyéletét éli malibui villájában. Mercedest vezet, de volt egy Jaguarja, és gyakran ábrándozik sportautókról. Kétszintes háza a tengerparton áll, napjait pedig általában az ivás, a szivarozás, a drogozás, az egyéjszakás kalandok és a szerencsejáték teszik ki. Jellegzetes viselete a rövidnadrág és a bowling-ing. Mivel nem tud rendet tartani, ezért egy házvezetőnőt is alkalmaz Berta személyében. A pénzért nem nagyon kell törnie magát, mert az gyakorlatilag folyamatosan befolyik hozzá. Sok dologtól fél, például lámpalázas (kivéve ha részeg), fél az elköteleződéstől, az anyjától, a pókoktól, a nagy madaraktól, a vírusoktól, nem szíveli a változásokat és a kemény munkát.
Sheent 2011 márciusában kirúgták a sorozatból, ezért a karaktert is kiírták a kilencedik évad elején úgy, hogy akkori felesége, Rose a vonat elé lökte őt. Charlie szelleme egy epizód során visszatért öccse, Alan számára (ekkor játszotta Kathy Bates), amikor is elmondta neki, hogy a pokolra került, egy nő testébe zárva. A sorozat záróepizódjában aztán kiderült, hogy valójában életben van és Rose hazudott: miután visszatértek az Egyesült Államokba, egy pincébe zárva tartotta évekig és agymosást hajtott végre rajta. Mikor végül visszatért, hogy bosszút álljon mindenkin, egy zongora agyonütötte.
Charlie Harper karakterét és Charlie Sheen alakítását is dícsérte a közönség és a kritika is.

## Élete
Amikor az anyja, Evelyn terhes volt vele (7 és fél hónapra született), azt hitték, hogy lány lesz, mert az ultrahangon nem lehetett látni a péniszét. Miután az apja meghalt ételmérgezésben, neki és öccsének, Alannek több mostohaapja is volt. Az első Harry Luther Gorsky volt, aki egy fiatalabb nőért hagyta el Evelynt - aki később a temetésére is elment. A második egy texasi meleg férfi volt, a harmadik pedig egy Szőnyegkirály becenevű férfi, akire Charlie azt hitte, hogy szőnyegüzlete van - holott a neve valójában egy szexuális szlengből jött. Charlie őt szerette a legjobban, főként a lánya miatt.
Kiskorában rengeteget piszkálta az öccsét. Az első napján az iskolában közölte mindenkivel, hogy Alan az ő gyantázott majma (később ezt azzal magyarázta, hogy mindig is szeretett volna egyet). Rendszeresen felhúzta az öccse alsógatyáját is és ott zaklatta, ahol tudta. Egy alkalommal egy játékot rejtett a zsebébe, és amikor elkapták őket, rábírta Alant, hogy ismerje be, hogy ő hibázott. Charlie már tinédzserként rengeteget ivott, láncdohányos volt és el is szökött otthonról - az anyját ez nem nagyon érdekelte, úgy volt vele, hogy úgyis hazajön majd. Tizenhat évesen Tijuanába szökött egy iskolanővérrel. tizenhét évesen pedig majdnem megnősült hirtelen felindulásból. Charlie folyamatosan megjegyzéseket tett azért, mert Alan és Jake ott voltak a házában, de a szíve mélyén azért örült is neki, mert ők voltak azok az emberek, akiket már régóta ismert és elfogadták az életstílusát olyannak, amilyen.
Charlie és Alan kapcsolata az anyjukkal rémes volt, Sátánként hivatkoztak rá, és ha lehetett, inkább elkerülték. Vér szerinti apjáról nem tudott sokat, de úgy emlékezett, hogy egyszer szörnyű gyereknek nevezte őt. Egyszer, amikor majdnem belefulladt az óceánba, az apja szelleme jelent meg előtte, aki azt kérte, hogy legyen gondja az anyjára - később jött rá, hogy ezt nem úgy értette, hogy járjon a kedvében, hanem hogy tegye el láb alól.
Öccsével szemben még felnőttként is sokszor kritikus és sokszor tesz sértő megjegyzéseket rá. Az orra alá dörgöli a sikereit és gyakran megnehezíti Alan dolgát, ha bajban van. Amiatt is ilyen, mert megmondta neki annak idején, hogy ne vegye el Judith-ot feleségül, és még egy ezer dolláros prostituáltat is fel akart bérelni, csak hogy eltántorítsa ettől.
Unokaöccsével, Jake-kel jó a kapcsolata, sokszor segít neki összehozni randikat és rendkívül szórakoztatja Jake butasága. Alkalmanként úgy viselkedik a fiúval, mintha az apja lenne és sokszor ellátta jótanáccsal. Egy alkalommal, amikor Jake megsérült, igyekezett minél előbb segítséget nyújtani neki, máskor pedig, amikor Celeste-tel szeretett volna randizni, Charlie vállalta, hogy ő konfrontálódik a lány dühös apjával.
Charlie mindennek ellenére tudott gondoskodó is lenni. Habár öccsét egy piócának tartotta, mégis megengedte neki, hogy a villában éljen ingyen, és még az ételüket is ő fizette. Alkalmanként, amikor Jake sértegette az apját, Charlie kiállt Alan mellett.
Charlie szeretett sportmérkőzéseket nézni a tévében, de nem azért, mert azokat annyira szerette volna, hanem mert sportfogadásokat kötött. Két kedvenc sorozata a Dharma és Greg valamint a Becker voltak.
Jóléte és nagyvilági attitűdje ellenére Charlie a hétköznapi dolgok kapcsán sokszor tudatlan és naiv. Egy alkalommal kiderült, hogy nem érti, hogy működik az internet. Másszor pedig az, hogy nem tudta, honnan vannak a bevételei és hogyan kell számlákat fizetni, mert azokat a könyvelője intézte mindig is, és őszintén meglepődött, amikor kiderült, hogy azért nem tudták azokat kifizetni, mert amint kapott egy csekket, azt el is herdálta. Nem ő mossa a saját ruháit, fogalma sincs róla, hogy működik a mosógép, és azt hiszi, hogy ha végzett a program, a mosógép majd szól neki. Élete utolsó szakaszában, amikor Chelsea, a menyasszony is otthagyta, visszatért az iváshoz, a szerrencsejátékhoz, a fűszíváshoz és a bulizáshoz. Emiatt külsőre is megöregedett, slamposabb lett, szemei pedig beesettek. Idővel bevallotta, hogy a depresszió és a magányosság miatt viselkedett így.

## Halála után
Charlie halálát Rose jelentette be mindenkinek, miután felfedte, hogy Párizsban halálra gázolta őt egy vonat. A kilencedik évad a temetéssel kezdődik, ahol a koporsón rajta van Charlie hétköznapi viselete. Rose elmondása szerint ő és Charlie összeházasodtak, majd a párizsi nászútjukon egyik nap arra jött haza, hogy egy másik nővel találta őt a zuhany alatt. Másnap pedig tisztázatlan körülmények közepette leesett a metró peronjáról és az érkező szerelvény elgázolta. Ez alapján, illetve Berta megjegyzése szerint is Rose volt a felelős Charlie haláláért.
Később is többször megemlítik őt a sorozatban, leginkább negatív felhanggal és olyan részleteket felhozva, amelyek magánéletének kínos részleteire vonatkoznak. A temetés után Alan szét akarta szórni Charlie hamvait a tengerparton, de ijedtében, miután meglátta Walden Schmidtet a teraszon, elejtette az urnát és a lakásban szórta szét azokat. Az "Olyan vizet permetező japán vécé" című részből kiderül, hogy volt egy naplója, amelyet egy széfben őrzött egy bankban. Miután Alanhez kerül, rendkívül megörül neki, mert bátyja személyiségének olyan oldalát olvashatja benne, amelyet addig nem látott. Charlie a halálával kapcsolatosan is találgat, hogy vajon a mája adja fel előbb vagy egy busz üti el, továbbá elmélkedik azon is, hogy miért bánik leereszkedően a nőkkel. Az is kiderül, hogy Jake-ről azt hitte, hogy ő nem Alan vér szerinti fia, és hogy amikor Alan elköltözött Lyndsey-hez, hiányzott neki, de azt is leírta, hogy tudja, hogy hamar visszatér majd.
A "Köszönöm a közösülést" című részben Walden elajándékozza Charlie zongoráját egy árvaháznak. Alan ettől idegösszeomlást kap, és mivel annyira hiányzik neki a bátyja, pont úgy kezd el viselkedni, mint ő. Jake és Walden is aggódni kezdenek az állapota miatt, ezért egy vegasi út ígéretével elcsalják majd elmegyógyintézetbe vitetik. Az "Ezért nyergeltünk át a pasikra" című epizódban Alan újra kórházba kerül, ahol megjelenik előtte egy szellemalak: Charlie egy idős nő képében, szivarozva, és ugyanazt a ruhát viselve, mint amit szokott. Elmondja neki, hogy a halála után a pokolra került, és arra kárhoztatták, hogy ebben a testen éljen tovább, herékkel. Azt javasolja öccsének, hogy álljon a sarkára és kezdjen önállóan élni. Alan meg is fogadja ezt és elköltözik, egy meglehetősen lepukkant lakásba. Charlie ekkor újra megjelenik és közli, hogy igazából nem érdekli, mi van az öccsével, de boldog, mert még holtában is el tudta érni, hogy végre kiköltözzön a házából. Később Jake előtt is megjelenik, aki egyáltalán nem ismeri fel őt, ezután két nő társaságában visszaindul a pokolba.
Chuck Lorre elmondása szerint Kathy Bates alakítása annyira meggyőző volt, hogy szerették volna, ha többször is visszatér, mint Alan démoni tanácsadója, de erre végül nem került sor.
Charlie-t ismét megemlítik az "Egy nagy halom kutya" című részben, ahol Berta elmondja Waldennek, hogy bizony Charlie is megzuhant érzelmileg egy-egy szakítás után. A "Nem így nevezik Amszterdamban" című részben Alan elmondja Waldennek, hogy az immár utána koslató Rose megszállottan követte Charlie-t is. A "Sikítok, amikor vizelek" című részben Berta bevallja, hogy nem hitte, hogy fog még valakinek dolgozni Charlie után. A "Pincérnők, készüljetek a borravalóra" című epizód szerint Jake sikeres leérettségizésére félretett két szivart. AZ "Izgalmas rész, elloptak egy kanalat" című részben pedig nem a karakterre, hanem a színészre utal Walden, amikor azt mondja, hogy a lakás úgy néz ki, mint Charlie Sheen háza.

### Lánya
A 11. évadban felbukkan Jenny, aki azt állítja, hogy ő Charlie lánya. Ez mindenkit meglep, mert nem beszélt soha róla senkinek, és Jenny se látta az apját négyéves kora óta (az anyja eltiltotta őt tőle, mert nem akarta feleségül venni). Mindazonáltal rendszeresen küldött neki csekket, amíg még élt, és egyetlenegyszer egy levelet, amiben megkérdezte tőle, hogy a barátnői elmúltak-e már 18 évesek. Ez az első alkalom, amikor Walden Charlie-t a nevé nevezi, nem "a bátyád" vagy "Alan bátyja"-ként.

### Visszatérése
A "Naná, hogy halott" című utolsó részben Rose bevallja, hogy Charlie igazából nem is halt meg. Valóban tettenérte, hogy megcsalja őt egy prostutuálttal, egy pantomimessel és egy kecskével. Ezt követően megkötözte őt, és az Egyesült Államokba visszatérve a Sherman Oaks-i kis háza pincéjéban tartotta és kimosta az agyát. Négy év után azonban kiszabadult, magához vett két és félmillió dollárnyi jogdíjat, majd üzeneteket kezdett el küldeni Alannek, Evelynnek és Waldennek, amiben bosszújáról biztosította őket, ha visszatér. Jennynek, a korábbi barátnőinek, Bertának és Jake-nek ezel szemben csekkeket küld. A sorozat záró jeleneteiben látható, ahogy Charlie a ház felé sétál, de amint be akarna csengetni, egy zongora, amit helikopterrel hoznak, a nyakába szakad. Eddigre már senki nem örült Charlie visszatérésének, ugyanis minden karakter továbblépett az életben és szorosabb lett a kapcsolatuk, mint korábban.
Habár sokan várták, hogy Charlie Sheen visszatér valamilyen formában, erre nem került sor. Helyette egy animációs betétben mutatták meg, hogy mi történt Párizsban, valamint a legutolsó jelenetben, mivel csak hátulról mutatták, egy dublőr játszotta a szerepet. Az epizód végi kártyán Chuck Lorre azt írta, hogy felajánlottak egy szerepet Sheen-nek, hogy jelenjen meg az utolsó jelenetben, csöngessen be az ajtón, majd forduljon meg, és kezdjen őrjöngve beszélni a drogozás ártalmas hatásairól. Ezután pedig elmondta volna, hogy ezek az ártalmak csak az átlagos embereket sújtják, de ő nem átlagos, ő egy nindzsaharcos a Marsról, aki legyőzhetetlen. Ezután ejtették volna a fejére a zongorát. Lorre erre félig viccesen megjegyezte, hogy Sheen szerint ez nem volt vicces, mert ő meg egy szívmelengető befejezést akart, amely felvezette volna a Harperék címmel induló új szituációs komédiát, amit meg ők találtak viccesnek.

## Szerelmi élete
Charlie karakterének egy fontos jellemvonása volt a nőkkel való kapcsolata. Egyéjszakás kalandok, alkalmi szex és prostituáltak mellett voltak olyan kapcsolatai, amelyek tovább tartottak. Sokáig csak a nála fiatalabb nők jöttek be neki és nem a korabeliek. Legkomolyabb kapcsolata a hetedik évadban Chelsea volt, akivel majdnem össze is házasodott, de aztán szakítottak, és legvégül, a 8. évadban Rose-t vette el.
- Még a sorozat eseményei előtt Rose is egy egyéjszakás kalandja volt, azonban a nő teljesen a megszállottja lett. Rendszeresen bejárt a Harper-villába, és szinte kivétel nélkül az erkélyen keresztül közlekedett, nem az ajtón. Arra is képes volt, hogy Gordonnal, a pizzásfiúval járjon, akit szándékosan Charlie képére formált, hogy féltékennyé tegye őt. Charlie, habár kedvelte őt, sokáig nem akart tőle semmit. Aztán amikor Rose bejelentette, hogy Londonba költözik, először azt hitte, hogy ez is csak az egyik kis trükkje. De mikor rájött, hogy tényleg elmegy, úgy érezte, elveszíti őt. Utánament Londonba, ahol aztán visszarettent tőle, és hazautazott. Rose nem sokkal később szintén visszatért és tovább járt Charlie nyakára. A nyolcadik évadban aztán úgy tűnik, hogy Charlie tényleg érezhet iránta valamit. Amikor megtudja, hogy Rose férjhez megy egy Manfred Quinn nevű férfihoz, kilesi az esküvői szertartást a templomban és teljesen elkeseredik. Azonban amint az kiderül, egyedül Rose és a pap voltak valódiak az esküvőn, a vőlegény és a násznép is csak manökenbábuk voltak (innen a Manny Quinn név is). Charlie később viszonyt kezd Rose-zal, annak ellenére, hogy úgy hiszi, házas, és később össze is házasodnak, amely Charlie végét jelenti.
- Jill egy korábbi barátnője volt, aki férfivá operáltatta magát és így tért vissza a városba, majd Evelynnel lépett viszonyra.
- Lisa a sorozat első két évadában jutott szerephez. Az ő kezét is megkérte, de egy másik férfi kedvéért visszautasította. Később kiderült, hogy gyereke is született, akit Charlie-nak kellett ellátnia. Lisát Denise Richard alakította, Sheen korábbi felesége, az egyik epizódban látható gyerek pedig a közös gyerekük, Sam.
- Miss Delores Pasternak Jake tanárnője volt, Charlie összejött vele, hogy segítsen megúszni Jake-nek egy felfüggesztést. Miss Pasternak azonban a való életben is tanárnős modorú, ami miatt Charlie szakított vele. Ezután az élete romokban hevert: kirúgták az iskolából, a családja megvetette, neki pedig sztriptíztáncolnia kellett a betevőért. Charlie emiatt bűntudatot érzett, ezért felkérte, hogy legyen Jake magántanára. Később aztán visszatért a szigorú katolikus elveihez, emiatt Charlie újra szakított vele.
- Isabella egy rövid ideig volt a barátnője. A nő sátánista volt és a többö barátnőjével fel akarták áldozni Charlie-t a sötétség urának. Csakhogy Evelyn ismerte őt pilatesóráról, és Isabella még tőle is félt, ezért inkább otthagyta Charlie-t.
- Egy rövid ideig barátnője volt Kandi (az első megjelenésekor még Kimber), aki utána Alan felesége lett.
- Mia balettoktató volt, és sokáig úgy volt, hogy Charlie elveszi feleségül. Csakhogy a nő feltételül szabta, hogy Alan és Jake hagyják el a házat, amibe Charlie nem akart belemenni, ezért inkább szakított vele. Mint utóbb kiderült, az egésznek semmi értelme nem volt, mert miután Alan elvette Kandit, épp elköltözni készült. A hatodik évad végén Mia ismét megkereste őt, és Charlie azt hitte, hogy a kapcsolatukat akarja felmelegíteni. Valójában az énekesi karrierjét akarta beindítani, annak ellenére, hogy rémes hangja van.
- Miután lefújta Mia az esküvőt Charlie összejött egy Lydia nevű ingatlanügynökkel. A házban rajta kívül mindenki utálta őt a modoráért - mint kiderült, nagyon hasonlított Evelynre, minden tekintetben. Bertával össze is rúgták a port, így Charlie választás elé kerül: vagy ő, vagy Berta. Végül Berta mellett döntött.
- Myra Herb Melnick húga, aki Judith második férje. Miután Myra ki nem állhatja Judith-ot, örömmel lefeküdt Charlie-val, ám az is kiderült, hogy igazából eljegyezték, és Judith-ék esküvője után azonnal el is utazik.
- Az ötödik évad elején Charlie egy Linda Harris nevű bírónővel randevúzik, aki vele egykorú. A kapcsolatuknak Charlie viselkedése miatt lett vége.
- Courtney Leopold Teddynek, Evelyn udvarlójának a lánya, aki kihasználja Charlie érdeklődését, és többek között megvetet vele egy méregdrága sportkocsit. Később kiderül, hogy valójában egy Sylvia Fishman nevű szélhámos, akit börtönbe zárnak. Később, mikor szabadul, újra összejönnek, de Charlie rájön, hogy már nincs köztük semmi, ezért ritka alkalmak egyikeként békésen szakít vele.
- Az ötödik évad végén egy Angie nevű nővel jár, aki önfejlesztő könyvet írt. A nő idősebb nála, ezért Charlie kvázi úgy kezeli, mintha az anyja lenne, ráadásul rájön arra is, hogy a lányával, Triciával is kavart korábban. Amikor Tricia ott akarja hagyni a vőlegényét Charlie-ért, mindez kiderül.
- Öccse kifejezett kérése ellenére összejön Melissával, a csontkovácsrendelő asszisztensével. Mikor a nő rájön, hogy Charlie csak kihasználja, dühében Alant kezdi el zsarolni.
- Chelsea volt az első nő, akinek Charlie őszintén meg tudta mondani, hogy szereti. Eleite csak egyéjszakás kalandnak indult, ám Charlie hajnaldó volt dolgozni a kapcsolatukon, és végül el is jegyezték egymást. Végül aztán több ok miatt szakítottak: Charlie féltékeny lett, Bradre, az ügyvédre, amiért jó a kapcsolatuk, majd lehányt egy gyereket egy rendezvényen, végül megcsalta Chelsea-t a barátnőjével, Gail-lel.
- Egy időben együtt járt a bőrgyógyászával, Michelle-lel is, aki idősebb volt nála, és meglepő módon minden korábbi ballépését elnézte neki és így is vele akart lenni. Amikor azonban észreveszi, hogy Charlie egyszer sem beszélt Rose-ról, szakít vele, mert úgy véli, hogy őt szereti.

## Forráshivatkozások
1. ↑  Awards (amerikai angol nyelven). Los Angeles Times, 2023. február 21. (Hozzáférés: 2025. május 21.)
2. ↑  Kathy Bates to guest star on 'Men' as Charlie Harper - Yahoo! OMG! CA. web.archive.org, 2012. március 23. (Hozzáférés: 2025. május 21.)
3. ↑  Warner Bros. Shop | The Official WB Store | Gifts & More! (angol nyelven). Warner Bros. Shop. (Hozzáférés: 2025. május 21.)
4. ↑  Franklin, Kimberly Nordyke,Lesley Goldberg,Mikey O'Connell,McKinley: 22 of the Most Shocking Character Deaths in Television History (amerikai angol nyelven). The Hollywood Reporter, 2025. április 22. (Hozzáférés: 2025. május 21.)
5. ↑   (2025. február 10.) „List of Two and a Half Men episodes” (angol nyelven). Wikipedia. (Hozzáférés: 2025. május 21.)
6. ↑   (2025. április 4.) „Two and a Half Men season 9” (angol nyelven). Wikipedia. (Hozzáférés: 2025. május 21.)
7. ↑  https://www.tvguide.com/News/Kathy-Bates-Charlie-1046063.aspx